# Брауард (округ)
Бра́уард (англ. Broward) — округ в штате Флорида, США. На 2010 год в нём проживал 1 748 066 человек. По оценке бюро переписи населения США в 2014 году население округа составляло 1 869 235 человек. Округ Брауард по численности населения — второй в штате Флорида и шестнадцатый в США. Окружным центром является город Форт-Лодердейл.

## История
Округ Брауард был сформирован в 1915 году, соединив части округов Палм-Бич и Майами-Дейд. Он был назван в честь Наполеона Бонапарта Брауарда, губернатора Флориды с 1905 по 1909 года. Начиная с 1960-х годов, округ Брауард стал сельскохозяйственным лидером штата Флорида. С середины 1970-х годов начинается активная застройка южной Флориды, что кардинально изменило облик округа. Свидетельством этому является закрытие в 2005 году последнего крупного сельскохозяйственного центра в округе (молочной фермы Уолдреп).

## География
Расположен в юго-восточной части штата. Граничит с округами: Майами-Дейд (на юге), Палм-Бич (на севере), Коллиер (на западе) и Хендри (на северо-западе). На востоке омывается водами Атлантического океана.

## Население

### 2000 год
По данным переписи 2000 года население округа составляет 1 623 018 человек. Расовый состав:
- белые — 70,6 %
- афроамериканцы — 20,5 %
- азиаты — 2,3 %
- коренные американцы — 0,2 %
- океанийцы — 0,1 %
- другие расы — 3 %
- представители двух и более рас — 3,4 %.

25,3 % населения округа были рождены за пределами США.
71,2 % населения считали своим родным языком английский; 16,3 % — испанский.

### 2010 год
По данным переписи 2010 года, население округа составляло 1 748 066 человек (плотность 558 чел./км²). Расовый состав:
- белые — 63,1 %
- афроамериканцы — 26,7 %
- азиаты — 3,2 %
- коренные американцы — 0,3 %
- океанийцы — 0,1 %
- представители двух или более рас — 2,9 %
- представители других рас — 3,7 %

Доля латиноамериканцев и испаноязычных жителей всех рас составила 25,1 %.
Половозрастная ситуация: 22,4 % младше 18 лет (из них 5,9 % младше 5 лет), 63,3 % от 18 до 64 лет, и 14,3 % от 65 лет и старше. Средний возраст — 39,7 лет. На каждые 100 женщин было 93,9 мужчин.

### Динамика
Динамика численности населения:
- 1940: 39 794 чел.
- 1950: 83 933 чел.
- 1960: 333 946 чел.
- 1970: 620 100 чел.
- 1980: 1 018 200 чел.
- 1990: 1 255 488 чел.
- 2000: 1 623 018 чел.
- 2010: 1 748 066 чел.

## Населённые пункты в составе округа
| #  | Населённый пункт    | Тип     | Дата вхождения  | Население |
| -- | ------------------- | ------- | --------------- | --------- |
| 2  | Коконат-Крик        | Город   | 20 февраля 1967 | 49 890    |
| 26 | Купер-Сити          | Город   | 20 июня 1959    | 30 062    |
| 4  | Корал-Спрингс       | Город   | 10 июня 1963    | 126 875   |
| 23 | Дейния-Бич          | Город   | ноябрь 1904     | 28 831    |
| 22 | Дейви               | Посёлок | 16 ноября 1925  | 90 329    |
| 3  | Дирфилд-Бич         | Город   | 11 июня 1925    | 76 478    |
| 16 | Форт-Лодердейл      | Город   | 27 марта 1911   | 183 606   |
| 31 | Халландейл-Бич      | Город   | 14 мая 1927     | 37 145    |
| 8  | Хилсборо-Бич        | Посёлок | 12 июня 1939    | 2 334     |
| 24 | Холливуд            | Город   | 28 ноября 1925  | 141 740   |
| 17 | Лодердейл-Лейкс     | Город   | 22 июня 1961    | 31 879    |
| 11 | Лодердейл-бай-те-Си | Посёлок | 30 ноября 1947  | 5 990     |
| 18 | Лодерхилл           | Город   | 20 июня 1959    | 67 073    |
| 15 | Лейзи-Лейк          | Деревня | 1953            | 39        |
| 7  | Лайтхаус-Пойнт      | Город   | 13 июня 1956    | 11 262    |
| 5  | Маргейт             | Город   | 22 июня 1961    | 56 002    |
| 28 | Мирамар             | Город   | 26 мая 1955     | 108 240   |
| 10 | Норт-Лодердейл      | Город   | 10 июня 1963    | 42 335    |
| 13 | Окленд-Парк         | Город   | 19 июня 1929    | 42 300    |
| 1  | Паркленд            | Город   | 10 июля 1963    | 22 183    |
| 30 | Пемброк-Парк        | Посёлок | 10 декабря 1957 | 5 487     |
| 27 | Пемброк-Пайнс       | Город   | 1960            | 146 828   |
| 20 | Плантейшен          | Город   | 30 апреля 1953  | 86 138    |
| 6  | Помпано-Бич         | Город   | 1947            | 102 745   |
| 12 | Си-Ранч-Лейкс       | Деревня | 1959            | 1 392     |
| 25 | Саутуэст-Ранчес     | Посёлок | 25 июля 2000    | 7 203     |
| 19 | Санрайз             | Город   | 1961            | 89 787    |
| 9  | Тамарак             | Город   | 15 августа 1963 | 59 923    |
| 29 | Уэст-Парк           | Город   | 1 марта 2005    | 12 713    |
| 21 | Уэстон              | Город   | 1996            | 65 793    |
| 14 | Уилтон-Мейнорс      | Город   | 1947            | 12 879    |